# Jurnalul Național
Jurnalul Național – rumuński dziennik, będący częścią grupy medialnej Dana Voiculescu, w której skład wchodzi także stacja telewizyjna Antena 1.
Gazeta przedstawiała silne poglądy nacjonalistyczne i była organem partii politycznej właściciela, Partii Konserwatywnej. Obecnie, po restrukturyzacji, jest najlepiej sprzedającym się nietabloidowym dziennikiem w Rumunii.